# Jana Veselá
Jana Veselá (nacida el 31 de diciembre de 1983 en Praga) es una exjugadora de baloncesto checa. Consiguió 3 medallas en competiciones oficiales con la República Checa.